# Rio2 -クルージング・ヴァナディース-
Rio2 -クルージング・ヴァナディース-（リオツー）とはネットが2009年4月20日に発売したパチスロ5号機である。

## 概要
前作『リオパラダイス』同様、ネットの看板キャラクター・リオが主人公（ヒロイン）となる萌えスロ。今作ではリオは豪華客船「ヴァナディース号」内のカジノでディーラーを務めており様々なライバルとブラックジャックやロシアンルーレット、麻雀等で対決する。
前作がアシストタイムを搭載しつつも基本的にボーナスのみで出玉を増やしていくタイプ（純Aタイプに近かった）の機種であったのに対し、本機種はボーナスとリプレイタイム（RT）との連鎖で出玉を増やすタイプとなっている。RTには最大30G継続の「リオタイム」と最大777G継続の「スーパーリオタイム」の2種類が存在し、基本的にボーナス終了後のチャンスゾーン「リオチャンス」中の特殊リプレイを契機に突入する（斜めリプレイの場合「リオタイム」、斜めにリプレイ・リプレイ・ぶどうが揃うと「スーパーリオタイム」に突入）。また通常時からいきなり「リオタイム」に突入する「リオタイムボーナス」も存在する。なおRTはボーナス成立でも終了する。
「リオチャンス」については中段リプレイ揃いで終了し通常状態に移行するがビッグボーナス中に赤7が揃った場合は必ず「リオタイム」突入が約束されているため、リオチャンス中に中段リプレイが揃うことはない（逆にビッグボーナス中に赤7が揃わなかった場合は、ボーナス終了後リオチャンスには入らず通常状態に戻る）。一方でそれ以外の「リオチャンス」（レギュラーボーナス終了後・RT消化後）では「リオタイム」突入は約束されていないため、プレイヤーの引き勝負となる。なおRT消化後の「リオチャンス」で特殊リプレイが揃うと再びRTに突入するため、RTの連鎖とボーナスが絡むことで大きな出玉増が期待できる。
ちなみに通常ゲーム999G消化でも天井となり「リオチャンス」に入るがこの場合も中段リプレイが揃うと通常状態に戻ってしまうので、ハマリ台狙いには注意が必要。